# Старомедведево
Старомедведево (баш. Иҫке Айыу) — деревня в Илишевском районе Республики Башкортостан Российской Федерации. Входит в состав Новомедведевского сельсовета. 

## География

### Географическое положение
Расстояние до:
- районного центра (Верхнеяркеево): 27 км,
- центра сельсовета (Новомедведево): 6 км,
- ближайшей ж/д станции (Буздяк): 134 км.

## Население
| 2002 | 2009 | 2010 |
| ---- | ---- | ---- |
| 16   | ↘8   | ↘0   |

Национальный состав
Согласно переписи 2002 года, преобладающая национальность — башкиры (100 %).

## Известные уроженцы
- Гумеров, Ахмед-Ясавий Адигамович (1895–1937) – башкирский советский государственный деятель, Народный комиссар внутренних дел Башкирской АССР.